# Інхело
Інхело (рос. Инхело) — село Ахвахського району, Дагестану Росії. Входить до складу муніципального утворення Сільрада Верхньоінхелінська.
Населення — 838 (2010).

## Населення
За даними перепису населення 2002 року в селі мешкало 796 осіб. У тому числі 381 (47,86 %) чоловік та 415 (52,14 %) жінок.
Переважна більшість мешканців — аварці (100 % від усіх мешканців). У селі переважає каратинська мова.